# Центрально-Городской район (Кривой Рог)

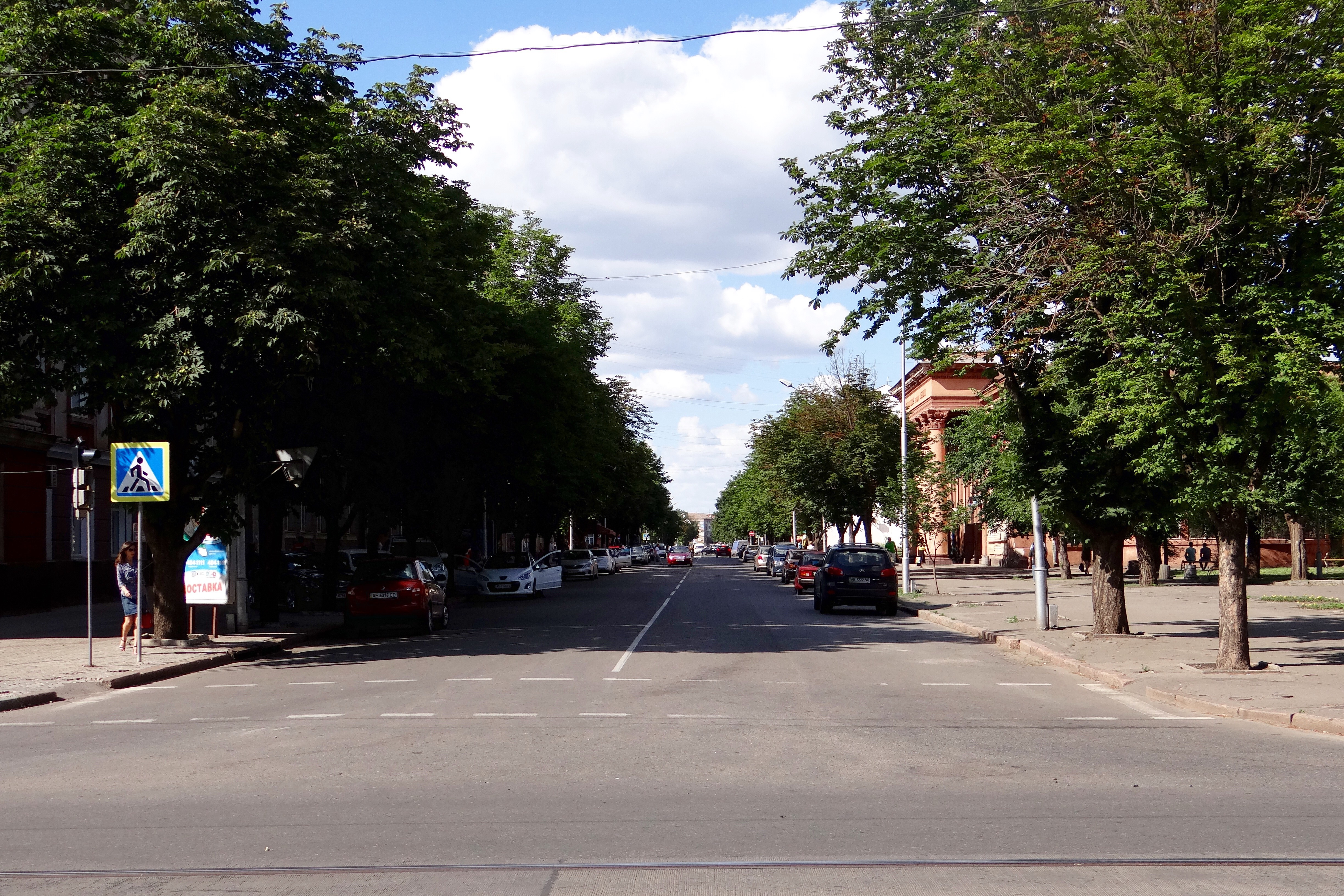
Почтовый проспект, вид от Свято-Николаевской улицы

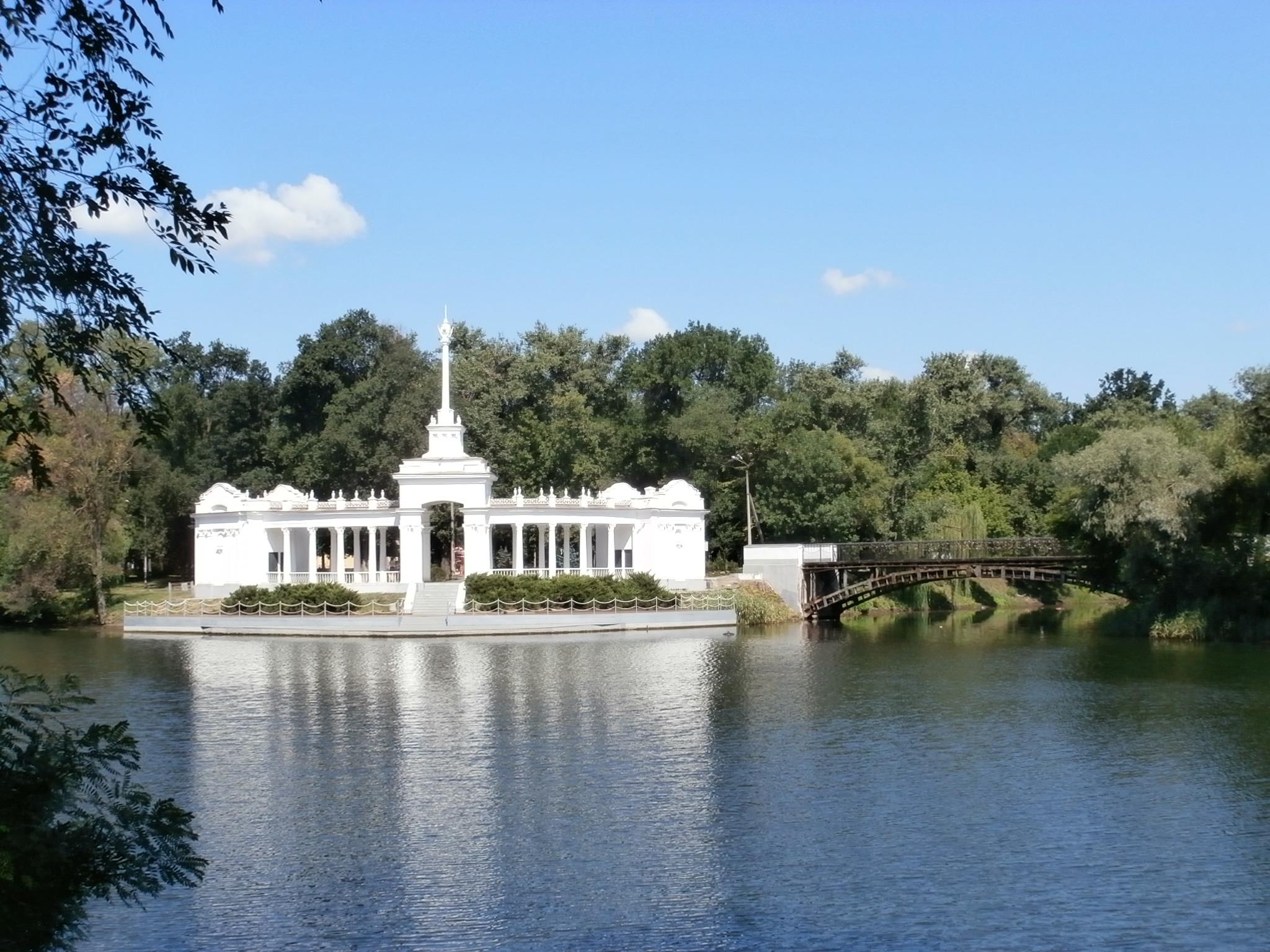
Лодочная станция в парке имени Фёдора Мершавцева

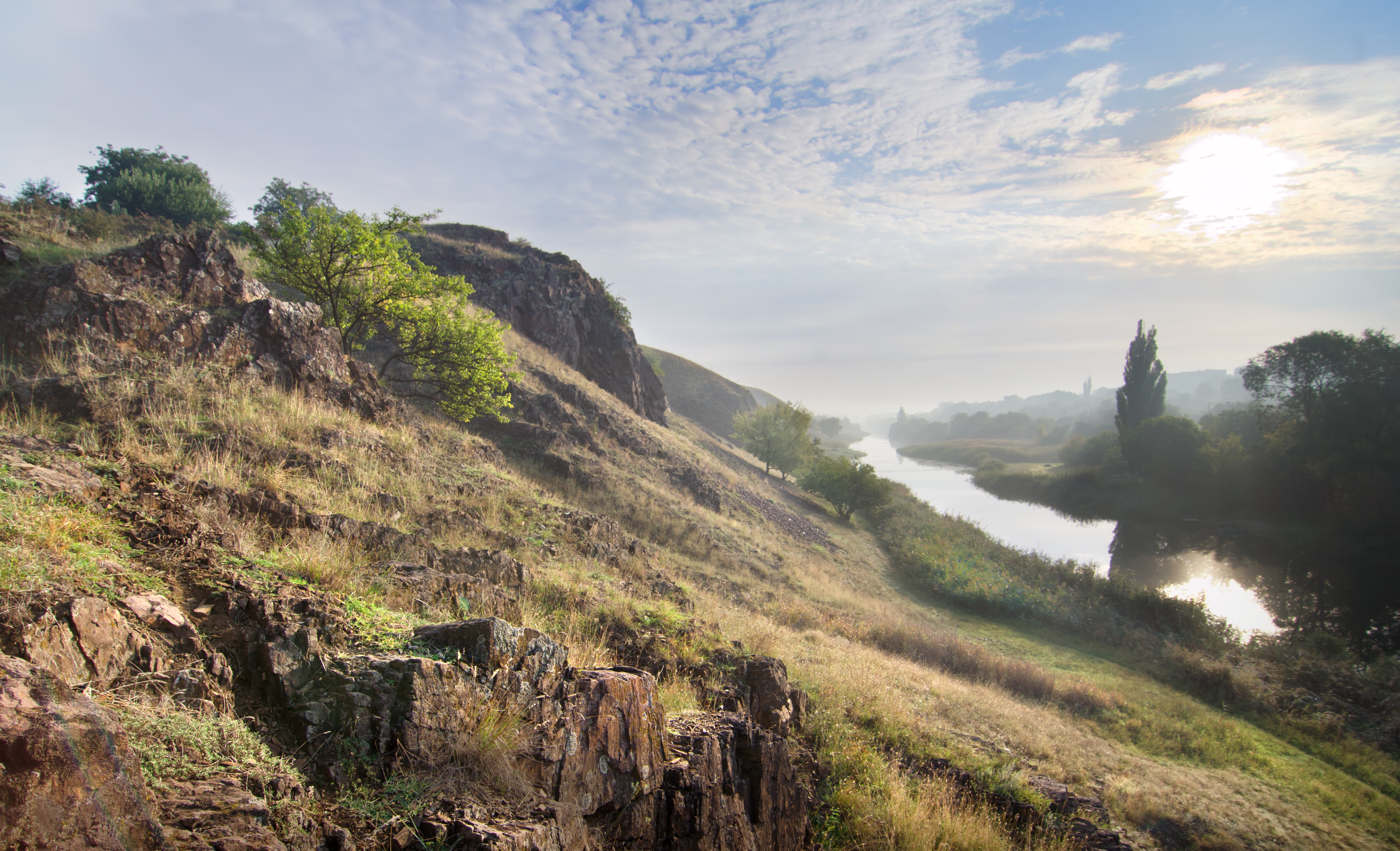
Скалы МОПРа

Центрально-Городской район (укр. Центрально-Міський район) — административно-территориальная единица, район на западе города Кривой Рог, Днепропетровская область, Украина. Код КОАТУУ — 1211037500.

## История
Центрально-Городской район образован в 1936 году. В районе находится исторический центр города. В 1936—1939 годах район носил название Ежовский.

## Население

### Языковой состав
Родной язык населения по данным переписи 2001 года:
| Язык       | Численность, чел. | Доля     |
| ---------- | ----------------- | -------- |
| Украинский | 58 187            | 64,13 %  |
| Русский    | 31 587            | 34,82 %  |
| Другое     | 956               | 1,05 %   |
| Итого      | 90 730            | 100,00 % |

## Характеристика

### Географическое положение
Центрально-Городской район граничит с Металлургическим, Саксаганским и Ингулецким районами.
Река Саксагань впадает в Ингулец с севера. На западе района река Ингулец перегорожена плотиной, образующей Карачуновское водохранилище.

### Жилые районы
В район входят 89 жилых (квартальных) районов (жилые массивы, микрорайоны) и посёлков: Город (Центр), Москалёвка, Гданцевка, Военный городок № 1, Антоновка, Черногорка, Карачуны, Карачуновка (Бутовское, Богдановка), Весёлая Дача, Всебратское, Всебратское-2 (Военный городок № 35, Горка), Новогданцевка, Смычка, Карнаватка, Западный, Рахмановка (Александров Дар), Рудничное, им. Валявко, посёлок Авангард, Степное, частично Трампарк и другие.

### Главные улицы
В Центрально-Городском районе находится 424 улицы (проспекта, переулка), основные:
- Почтовый проспект;
- Свято-Николаевская улица;
- улица Лермонтова;
- Украинская улица;
- улица Петра Калнышевского;
- Прорезная улица;
- улица Гёте;
- Старовокзальная улица;
- улица Куприна;
- Окружная улица.

### Достопримечательности
- Криворожский почтамт;
- Криворожский академический городской театр драмы и музыкальной комедии имени Т. Г. Шевченко;
- Кинотеатр имени Ленина;
- Гостиница «Металлург»;
- Парк имени Ю. А. Гагарина;
- Парк культуры и отдыха имени Фёдора Мершавцева (ранее имени Газеты «Правда»);
- Парк культуры и отдыха имени Егорова с братской могилой «Скорбящая мать»;
- Стадион «Спартак»;
- Геологический памятник природы «Скалы МОПРа»;
- Памятник-бюст А. Н. Полю;
- Братская могила 68-и советских воинов;
- Бывший лабораторный корпус КГРИ;
- Братская могила советских воинов (Степное);
- Братская могила советских воинов (Гданцевка);
- и другие.

### Учреждения
- Детская городская больница № 1;
- Родильный дом № 1;
- Научно-исследовательский институт безопасности труда и экологии в горнорудной и металлургической промышленности.
- и другие.

### Религиозные общины

#### Православные
- Церковь Рождества Пресвятой Богородицы (Украинская ул., 83);
- Николаевская церковь (Почтовый просп., 2);
- Покровская церковь (Украинская ул., 228);
- Церковь Святого Великомученика Георгия Победоносца (Всебратское-2);
- Храм в честь иконы Божией Матери «Достойно Есть» (Алмазная ул., 16);
- Церковь Преподобного Иоанна Лествичника (Тарапаковская ул., 59А).

### Предприятия
- Криворожский завод горного машиностроения (бывший «Коммунист»);
- Научно-исследовательский и проектно-конструкторский институт горного машиностроения;
- Рудоремонтный завод «Рудор»;
- Криворожский турбинный завод «Констар»;
- Криворожское учебно-производственное предприятие Украинского общества слепых УТОС;
- ПАО «Электроград»;
- ЧАО «Криворожский городской молокозавод № 1»;
- КПТС «Криворожтеплосеть»;
- и другие.